# Periclimenaeus spinicauda
Periclimenaeus spinicauda är en kräftdjursart som beskrevs av Bruce 1969. Periclimenaeus spinicauda ingår i släktet Periclimenaeus och familjen Palaemonidae. Inga underarter finns listade i Catalogue of Life.